# Lom nad Rimavicou

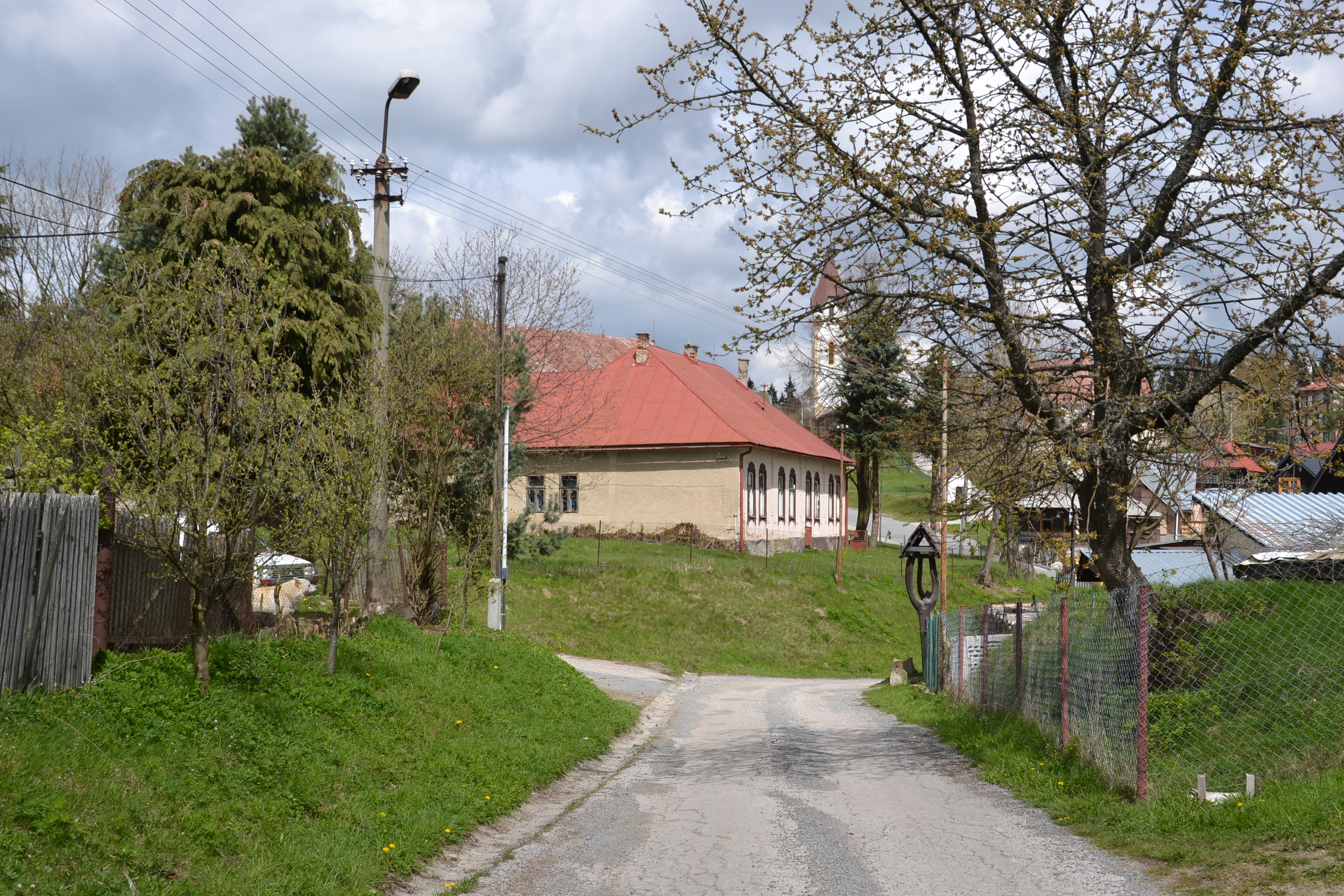

Lom nad Rimavicou (bis 1926 slowakisch „Forgáčka“ oder „Lôm“; ungarisch Forgáchfalva) ist eine Gemeinde im Okres Brezno innerhalb des Banskobystrický kraj in der Slowakei mit etwa 300 Einwohnern.

## Geographie
Die Gemeinde liegt im äußersten Westen des Slowakischen Erzgebirges, präziser, an dessen Unterteil Veporské vrchy. Gleichzeitig berührt sie die Poľana im Westen. Sie liegt nordwestlich des Punktes, wo sich die Okresy Brezno, Detva und Poltár treffen. Mit einer Höhe von 1015 m n.m. am Ortszentrum gilt sie als eine der höchstgelegenen Gemeinden der Slowakei; nur in der Niederen oder Hohen Tatra sind noch höher gelegene Ortschaften zu finden. In unmittelbarer Nähe entspringen drei Flüsse: die namensgebende Rimavica, die Slatina sowie der Ipeľ. Lom nad Rimavicou ist 15 Kilometer von Hriňová und 25 Kilometer von Brezno entfernt, mit dem Anschluss an beide Städte über die Landesstraße II/529.
Verwaltungstechnisch gliedert sich die Gemeinde auf Gemeindeteile Lom nad Rimavicou und Javorina.

## Geschichte
Der Ort entstand Ende des 18. Jahrhunderts auf dem Gebiet der Gemeinde Kokava nad Rimavicou (1786 ausgegliedert). Sie wird 1799 als Forgáczfalva, 1802 als Lom, 1808 als Forgáčka erwähnt. Gegründet wurde der Ort von der namensgebenden Familie Forgách. Im 19. Jahrhundert befand sich im Ort eine Glashütte und Papierwerk, dazu kam im frühen 20. Jahrhundert eine Säge. 1828 bestanden in Lom nad Rimavicou 58 Häuser und hatte 473 Einwohner, die in Forstwirtschaft, Viehzucht und Fuhrwesen tätig waren. 1882 wurde ein kleiner Ort namens Ďurkovka eingemeindet, ebenso wurde 1913 die Nachbargemeinde Drábsko Teil der Gemeinde, ist aber seit 1926 wieder selbstständig.
Bis 1918 lag der Ort im Komitat Gemer und Kleinhont im Königreich Ungarn und kam danach zur neu entstandenen Tschechoslowakei. Während des Slowakischen Nationalaufstandes im Zweiten Weltkrieg befand sich im Ort ein Feldlazarett für Partisanen.

## Bevölkerung
| Jahr                | 1994 | 2004     | 2014     | 2024     |
| ------------------- | ---- | -------- | -------- | -------- |
| Anzahl der Personen | 360  | 309      | 274      | 217      |
| Unterschied         |      | −14,16 % | −11,32 % | −20,80 % |

| Jahr                | 2023 | 2024    |
| ------------------- | ---- | ------- |
| Anzahl der Personen | 218  | 217     |
| Unterschied         |      | −0,45 % |